# Pedro Sernagiotto
Ministrinho, właśc. Pedro Sernagiotto (ur. 17 listopada 1908 w São Paulo, zm. 5 kwietnia 1965 w São Paulo) brazylijski piłkarz, występujący podczas kariery na pozycji napastnika.

## Kariera klubowa
Ministrinho rozpoczął piłkarską karierę w Palestra Itália w 1927 roku. Z Palestra Itália zdobył mistrzostwo stanu São Paulo – Campeonato Paulista w 1929 roku. W 1931 roku jak wielu wówczas brazylijskich piłkarzy włoskiego pochodzenia wyjechał do Włoch do Juventusu. W sezonie 1931–1932 był rezerwowym i nie miał udziału w zdobyciu przez Juve tytułu mistrza Włoch. W Juventusie zadebiutował dopiero 29 czerwca 1932 w wygranym 4-0 meczu z węgierskim Ferencvárosi TC w Pucharze Mitropa. Ministrinho strzelił w tym meczu bramkę na 4-0 w 59 min. W Serie A zadebiutował 18 września 1932 w przegranym 2-3 meczu z Alessandrią. Ostatni raz w barwach Juve zagrał 8 lipca 1934 w zremisowanym 1-1 meczu z węgierskim Újpest FC w Pucharze Mitropa. Podczas trzech lat gry w klubie z Turynu zdobył dwukrotnie mistrzostwo Włoch w 1933 i 1934. W Serie A wystąpił w 50 meczach i strzelił 14 bramek, ogółem w Juventusie wystąpił w 60 meczach i strzelił 16 bramek.
W 1934 roku powrócił do Palestra Itália, z którą zdobył mistrzostwo stanu São Paulo – Campeonato Paulista w 1934 roku. W latach 1936–1938 grał w São Paulo FC. W latach 1939–1940 występował w Portuguesie São Paulo. Ostatnie lata kariery spędził w Palestra Itália, która zmieniła nazwę na SE Palmeiras. W 1942 roku zdobył swój ostatnie mistrzostwo stanu São Paulo – Campeonato Paulista.

## Kariera reprezentacyjna
Ministrinho ma za sobą występ w reprezentacji Brazylii, w której zadebiutował 1 sierpnia 1930 w wygranym 3-2 towarzyskim meczu z reprezentacją Francji. W 1933 i 1934 roku znalazł się w kręgu zainteresowań selekcjonera reprezentacji Włoch Vittorio Pozzo. 22 października 1933 wystąpił w reprezentacji B, zremisowanym 4-4 meczu z Węgrami.